# Mary Poppins (könyvsorozat)
A Mary Poppins nyolc kötetből álló gyerekkönyv-sorozat, amelynek szerzője P. L. Travers. A könyvek illusztrátora Mary Shepard.
A könyvsorozat főszereplője a varázslatos brit dajka, Mary Poppins, akit a keleti szél fújt a londoni Banks család Cseresznyefa utca 17. alatti házába. A Banks gyerekek szülei hirdetésben kerestek nevelőnőt, így került hozzájuk Mary Poppins. A családtagok – leginkább a gyerekek – különféle kalandokba keverednek. A nyolc kötetből az első három írja le Mary Poppins érkezését és távozását, a többi ötben korábban kiadatlan kalandok szerepelnek. Travers a Mary Poppins a parkban elején le is írja, hogy „nem érkezhet és mehet el örökké”.
A könyvekből 1964-ben film készült Walt Disney rendezésében, Julie Andrews és Dick Van Dyke főszereplésével. A 2013-as Banks úr megmentése című film az 1964-es film készítéséről szól. Az 1964-es film folytatása 2018-ban készült el Mary Poppins visszatér címmel. A főszerepben Emily Blunt látható.
2004-ben musical is készült, amely két évvel később átköltözött a Broadwayre, ahol 2013-ig futott.
1983-ban Viszlát, Mary Poppins! címmel szovjet film készült a könyvsorozatból, 2010-ben rádiójáték formájában dolgozták fel a történetet.

## Magyarul
- A csudálatos Mary; ford. Benedek Marcell, ill. Mary Shepard; Dante, Bp., 1936
- Csudálatos Mary visszatér; ford. Wiesner Juliska; Dante, Bp., 1937
- A csudálatos Mary visszatér; ford. Borbás Mária, versford. Székely Magda, ill. Mary Shepard; Móra, Bp., 1973
- A csudálatos Mary kinyitja az ajtót; ford. Borbás Mária, versford. Székely Magda, ill. Mary Shepard; Móra, Bp., 1977
- Mary Poppins a parkban; ford. Borbás Mária, versford. Kiss Zsuzsa, ill. Mary Shepard; Magyar Könyvklub, Bp., 1994
- Mary Poppins a Cseresznyefa utcában; ford. Borbás Mária, versford. N. Kiss Zsuzsa, ill. Mary Shepard; Magyar Könyvklub, Bp., 1996
- Mary Poppins, a konyhatündér. Mesekönyv receptekkel; ford. Borbás Mária, ill. Mary Shepard; Ciceró, Bp., 2008 (Klasszikusok fiataloknak)
- Mary Poppins; ford. Varró Zsuzsa, ill. Mary Shepard; Ciceró, Bp., 2017 (Klasszikusok fiataloknak)